# Бессоново (Вологодская область)
Бессоново — деревня в Вытегорском районе Вологодской области.
Входит в состав Анненского сельского поселения, с точки зрения административно-территориального деления — в Анненский сельсовет.
Расстояние по автодороге до районного центра Вытегры — 57 км, до центра муниципального образования села Анненский Мост — 2 км. Ближайшие населённые пункты — Анненский Мост, Бадожский Погост, Морозово.
По переписи 2002 года население — 74 человека (40 мужчин, 34 женщины). Всё население — русские.